# IEEE 802.1Q
IEEE 802.1Q – standard opisujący działanie wirtualnych sieci LAN (VLAN) budowanych w środowisku transportującym ramki. Został utworzony w ramach standardu IEEE 802 i ma na celu opracowanie rozwiązań umożliwiających wielokrotne wykorzystanie jednego fizycznego łącza do przezroczystego przesyłania informacji pochodzących z różnych sieci. Podczas przesyłania danych z jednej sieci nie następuje ich wyciek do pozostałych, wykorzystujących to samo fizyczne łącze. Nazwa IEEE 802.1Q jest również używana do określenia protokołu enkapsulacji, który używany jest w implementacji tego mechanizmu w sieci Ethernet. Shortest Path Bridging włączone do IEEE 802.1Q-2014
IEEE 802.1Q dotyczy także zagadnień przełączania w warstwie łącza danych oraz Protokołu Drzewa Rozpinającego IEEE 802.1D (tzw. STP, z języka angielskiego: Spanning Tree Protocol) w wirtualnych sieciach LAN.
Oficjalnym tytułem standardu 802.1Q jest IEEE Std. 802.1Q-2003, Virtual Bridged Local Area Network.

## Format ramki
Urządzenia zarządzane (np. przełączniki), działające zgodnie ze standardem 802.1Q, stosują specjalne oznaczanie ramek (tagowanie). Nie jest to dodatkowa enkapsulacja, a jedynie znakowanie ramek, że należą one do sieci VLAN, przekazanie informacji do której sieci należą i że działają w standardzie 802.1Q.
Dla ramek ethernetowych używających ramkowania Ethernet II oznaczenie polega na wstawieniu dodatkowych 4 bajtów pomiędzy adres źródłowy MAC a pole EtherType. Określane jako TPID (z języka angielskiego: Tag Protocol Identifier). 2 pierwsze dodatkowe bajty są znacznikiem i zawsze mają wartość 0x8100, co  umożliwia identyfikację ramki jako oznaczonej w standardzie 802.1Q. Pozostałe 2 bajty zwane TCI (z języka angielskiego: Tag Control Information) zawierają następujące informacje:
- pole PCP – pole składające się z trzech bitów, używane do oznaczenia priorytetu ramki. Sposób użycia tego pola jest zdefiniowany w standardzie IEEE 802.1p
- pole CFI (z języka angielskiego: Canonical Format Indicator) – jednobitowy identyfikator, który mówi o tym, w jakiej technologii została utworzona sieć LAN. Dla sieci w technologii Ethernet ma on wartość równą zero, natomiast dla Token Ring ma wartość 1. W ten sposób zapewnia on współpracę pomiędzy nimi. Jeżeli ramka odebrana na porcie Ethernet ma bit CFI równy jeden, nie powinna być przekazywana, ponieważ jest to nieoznaczony port.
- VLAN ID (VID) – 12-bitowe pole określające, do której sieci VLAN należy ramka. Wartość zero oznacza, że ramka nie należy do żadnej wirtualnej sieci, wartość jeden jest wykorzystywana dla mostów, a wartość 0xFFF jest zarezerwowana do innych celów. Pozostałe 4094 wartości mogą być użyte do oznaczenia poszczególnych sieci VLAN. Urządzenie działające w standardzie 802.1Q po otrzymaniu takiej ramki odczytuje VLAN ID i kieruje ramkę do odpowiedniej sieci wirtualnej.

| Ramka ethernetowa                  | Ramka ethernetowa       | Ramka ethernetowa       | Ramka ethernetowa   | Ramka ethernetowa            | Ramka ethernetowa            | Ramka ethernetowa            | Ramka ethernetowa |               |
| ---------------------------------- | ----------------------- | ----------------------- | ------------------- | ---------------------------- | ---------------------------- | ---------------------------- | ----------------- | ------------- |
| Preambuła (8 bajtów)               | MAC docelowy (6 bajtów) | MAC źródłowy (6 bajtów) | EtherType (2 bajty) | Pole danych (46-1500 bajtów) | Pole danych (46-1500 bajtów) | Pole danych (46-1500 bajtów) | CRC (4 bajty)     |               |
| Ramka ethernetowa oznaczona 802.1Q |                         |                         |                     |                              |                              |                              |                   |               |
| Preambuła (8 bajtów)               | MAC docelowy (6 bajtów) | MAC źródłowy (6 bajtów) | TPID 0x8100         | TCI (2 bajty)                | EtherType (2 bajty)          | Pole danych (46-1500 bajtów) |                   | CRC (4 bajty) |

Dla ramek używających enkapsulacji IEEE 802.2/SNAP z polem OUI ustawionym na wartość 00-00-00 (czyli pole ID w nagłówku SNAP ustawione na EtherType), jak może się zdarzyć w sieciach LAN wykorzystujących inną technikę niż Ethernet, ustawia się pole EtherType w nagłówku SNAP na wartość 0x8100 i dodaje wyżej wymienione 4 bajty na koniec nagłówka SNAP.
Zmiana nagłówka i dodanie dodatkowych bajtów powodują zmianę sumy kontrolnej FCS, która musi być na nowo obliczona.

## Sieci „Native VLAN”
Część  standardu definiuje protokół enkapsulacji używany do wykorzystywania jednego łącza przez wiele sieci VLAN oraz wprowadza koncepcje wbudowanych sieci wirtualnych LAN. Ramki należące do wbudowanych sieci VLAN nie są modyfikowane podczas przesyłania ich we wspólnym łączu. Jedna z tych sieci VLAN jest zawsze typu „native”, co określane jest również jako „Management VLANs” (sieci zarządzające).
Dla przykładu, jeżeli port typu 802.1Q przyporządkowany jest do sieci VLAN numer 4, 5 i 7, a sieć numer 4 jest siecią „native VLAN”, ramki z tego VLANu wychodzące z wyżej wymienionego portu nie mają dołączanego nagłówka 802.1Q (mają standardowy nagłówek ramki Ethernet). W przypadku ramek wchodzących do tego portu bez dodatkowych 4 bajtów w nagłówku oznaczających numer sieci VLAN są wysyłane do sieci numer 4. Zachowanie dla pozostałych wirtualnych sieci na tym porcie pozostaje bez zmian.
Każdy port typu 802.1Q może mieć tylko jedną „Native VLAN”, jednak dla każdego portu sieć ta może być inna. W przypadku łączy typu „trunk” (jedno fizyczne połączenie transportujące wiele sieci VLAN), które są budowane między dwoma interfejsami sieciowymi, „native VLAN” na obu stronach tego łącza mogą mieć różne VLAN-ID, jednak pakiety wędrujące takim łączem nadal należą do jednej podsieci.

## GARP
Standard 802.1Q definiuje protokół GARP (Generic Attribute Registration Protocol) pozwalający mostom na negocjację zestawu sieci VLAN, które będą multipleksowane w określonym łączu.

## MSTP
W opublikowanym w 2003 roku nowym wydaniu standardu zawarty został także protokół MSTP (Multiple Spanning Tree Protocol), początkowo zdefiniowany w standardzie IEEE 802.1S.